# 캄 데 레스 코르츠
캄 데 레스 코르츠(카탈루냐어: Camp de Les Corts ˈkam də ləs ˈkoɾts)는 줄여서 레스 코르츠(카탈루냐어: Les Corts)로 알려진 스페인 카탈루냐 주 바르셀로나에 있던 스포츠 경기장이었다. 이 경기장은 바르셀로나가 1957년에 캄 노우로 안방을 옮기기 전까지 구단의 안방 경기장으로 활용했다. 콘달은 창립 이래 해체되기 전까지 이 곳에서만 안방 경기를 치렀었다.
레스 코르츠는 주안 감페르 바르셀로나 회장의 전용 구장 확보를 위한 장기간 계획에 따라 지어진 경기장이다. 이 경기장은 전에 안방으로 쓰인 캄 데 라 인두스트리아를 대체하게 되었다. 1922년 개장 당시의 수용 인원은 20,000명이었다. 이곳에서 열린 첫 경기는 바르셀로나와 세인트 미렌 간의 경기였다. 1923년 5월 13일, 이 경기장은 아틀레틱 빌바오와 에우로파 간의 코파 델 레이 결승전을 개최하기도 하였고, 1924년 12월 21일에는 스페인과 오스트리아 간의 국가대표팀 경기도 주최했다.
1925년 6월 24일, 이 경기장은 6개월 동안 폐장되는 일도 있었다. 이날 열린 경기에서 바르셀로나 팬들은 왕립해병대가 국왕 행진곡을 연주할 때 야유를 보내다가, 하느님 국왕 폐하를 지켜 주소서를 연주할 때 환호했다. 미겔 프리모 데 리베라는 주안 감페르가 카탈루냐 국민주의를 부축였다고 의심했다. 레스 코르츠는 그에 따라 폐장되었고, 감페르는 스페인에서 추방되었다.
이 경기장은 바르셀로나가 두 차례 황금기를 보내는 동안의 안방이었다. 1920년대에 잭 그린웰이 이끄는 바르셀로나는 파울리노 알칸타라, 사히바르바, 리카르도 사모라, 주제프 사미티에르, 펠릭스 세수마가, 그리고 플러트코 페렌츠가 활약하여 카탈루냐 선수권 대회의 패왕이 되었고, 스페인의 거함으로 비상했다. 이를 바탕으로 바르셀로나는 레스 코르츠를 안방으로 쓰던 시절에 초대 라 리가 우승의 주인공이 되었다.
1940년대 말까지 바르셀로나는 레스 코르츠를 확장했다. 이 경기장은 몇 차례 확장 공사를 거쳤고, 철거 이전에는 60,000석까지 확장했다. 그러나, 추가로 확장할 공간이 없음에 따라 1950년에 구장 신축 계획을 추진하였고, 그에 따라 캄 노우로 이전하게 되었다.